# Avon Products
Avon Products je kosmetická společnost ze Spojených států amerických, která se řadí k největším světovým firmám v tomto oboru. Své zboží prodává formou přímého prodeje, kdy se o zákazníky stará konkrétní zaměstnanec společnosti.
Společnost pořádá také Avon pochody, jež mají podporovat boj proti rakovině prsu. Účastní se jich i společensky významné osobnosti, například modelky Adriana Sklenaříková Karembeu a Daniela Peštová, zpěvačky Lucie Bílá či Monika Absolonová, ale také muži jako například Paľo Habera nebo Dan Bárta. Pochody se konají v asi šedesáti zemích světa. V roce 2017 se pražského pochodu účastnilo asi 30 tisíc lidí, kteří si jako vstupenku zakoupili tričko v růžové barvě.

## Výsledky hospodaření

### 2019
Společnost Avon Products, Inc. (NYSE: AVP) oznámila své výsledky za druhé čtvrtletí roku 2019. Výnosy poklesly o 12 %.

## Globální aktivity, události, informace

### Rok 2019
- V srpnu bylo v Mexiku otevřeno nové výzkumné centrum.[8]
- Ředitel společnosti Jan Zijderveld zveřejnil 13. srpna zprávu o odpovědném podnikání společnosti. Mimo jiné řekl: „Jsem nadšený z role Avon při pozitivním dopadu na svět.“[9]
- Od září společnost Avon India zařadila do svého sortimentu  spodní prádlo pro ženy. Toto prádlo bude mít dvě řady: Body Illusion a Shapermakers Plus.[10]
- Firma představila v průběhu svého 25. výročí Far Away Glamour, nejnovější parfém v nejprodávanější kolekci Far Away.[11]
- Společnost Avon Products, Inc. vydala knihu „Beauty, Happiness and the Rise of the ‚Perfectly Me‘.“. Vydání roční bílé knihy se zaměřovalo na oslavu individualismu a „důraz, který se změnil z toho, že jste spokojeni s vaším vzhledem, k štěstí, které zažíváme při vytváření vašeho vzhledu.“ Podle Louise Scottové, hlavní vědecké referentky v Avonu, „Je to výsledek toho, že chcete být v míru se sebou, svým vzhledem, svým životem, místo neustálého usilování o něco, o čem si myslíte, že toho bude více nebo to bude lepší.“[12]
- Brazilská společnost  přímého prodeje Natura Holding S.A. oznámila záměr koupit většinový balík akcií společnosti Avon Products, Inc.[13]
- 18. září společnost Avon Products, Inc. oznámila uvedení značky Distillery, která je zaměřena na péči o pleť a make-up.[14]
- Dvě bývalé zaměstnankyně společnosti podaly na společnost Avon žalobu, pro diskriminaci v období jejich těhotenství.[15]
- 4. října oznámila společnost Natura Holding S.A.  změnu akviziční smlouvy, resp. změnu přepočítávacího koeficientu akcií z 0,3 na 0,6.[16]
- Společnost Avon Products, Inc., která již 27 let podporuje kampaň Breast Cancer Awareness Month (česky Měsíc povědomí o rakovině prsu), a ohlásila program „Take a #BreastBreak“, který budou propagovat její obchodní partneři.[17]
- 7. října bylo oznámeno, že ve věci akvizice společnosti Avon Products, Inc. společností Natura Holding S.A. byly dokončeny důležité kroky k uzavření transakce.[18]
- 11. října společnost oznámila zahájení spolupráce s LG Household & Health Care, Ltd., v oblasti výzkumu a vývoje v kosmetice, osobní péči, vůni, péči o vlasy a balení a designu.[19][20]
- Společnost Avon vykázala za 3 čtvrtletí tržby ve výši 1 183,3 milionu USD, to je pokles o 16% ve srovnání se stejným obdobím roku 2018. Pouze tržby v americkém regionu meziročně poklesly o 23%.[21]
- 5. listopadu CEO společnosti Jan Zijderveld ohlásil zjednodušení podnikání Avon, integroval do současného MLM modelu elektronický obchod.[22]
- 6. listopadu vydal brazilský antimonopolní regulátor souhlas s převzetím společnosti Avon společností Natura Cosmeticos SA.[23]
- 13. listopadu společnost Avon ohlásila spolupráci se společností Fuse Universal Ltd. na vytvoření školící platformy pro partery společnosti.[24] také bylo oznámeno, že akcionáři společnosti Avon schválili akvizici společností Natura & Co.[25] Společnost Avon vyzvala více než 60 osob, které ovlivňujících krásu a životní styl v Argentině a Chile, aby se zúčastnily soutěže, která pomůže zapojit tisíce uživatelů sociálních médií.[26]
- 19. listopadu společnost Natura & Co potvrdila, že usiluje o pozitivní sociální změnu při integrací Avon.[27]
- 21. listopadu byl jmenován novým regionálním ředitelem pro Španělsko Alessandro Mirandola.[28]
- 3. prosince společnost Avon Products, Inc. vyhlásila vítěze soutěže Women Startup Competition 2019. Byla jím společnost Genetika+, kterou vede Talia Cohen Solal. Společnost se zaměřuje na technologii, která určí, který lék na léčbu deprese by byl pro konkrétního pacienta nejvhodnější. Startup sídlí v Jeruzalému. Na druhém a třetím místě byly planA.earth a AMB-Technology.AI.[29]
- 12. prosince se společnost přihlásila ke standardu, která je proti testování kosmetických přípravků na zvířatech. Provozní ředitel společnosti Jonathan Myers, k tomuto řekl: „Jako globální kosmetická společnost je pro nás nesmírně důležité, abychom mohli pokračovat v budování našeho podnikání v Číně. Naším cílem je dodávat výrobky, které vyhovují potřebám našich zákazníků, aniž by to ohrozilo náš závazek v oblasti dobrých životních podmínek zvířat, našich vysokých bezpečnostních standardů nebo dodržování našich regulačních požadavků. Investováním do toho, jak vyvíjíme nové inovace pro Čínu a v některých případech změnou distribučních kanálů, jsme schopni dosáhnout této významné změny. Globálně nebude žádný z produktů Avon testován na zvířatech.“[30]

### Rok 2020
- 6. leden: Spojením společností Avon a Natura by mělo přinést více úspor nákladů, jak řekl generální ředitel a předseda představenstva Natura & Co Roberto Marques agentuře Reuters.[31]
- 15. leden: Společnost Natura & Co dokončila akvizici společnosti Avon a vytvořila globálního giganta v oblasti kosmetiky. Spojením vznikl megaobjekt, který chce vedení použít k boji proti klimatickým změnám. posílení posílení postavení žen a místních komunit.[32]
- 21. leden: Společnost Avon oznámila zařazení do indexu rovnosti žen a mužů (Bloomberg Gender-Equality Index, GEI), který ukazuje na společnosti, které jsou příkladem pokroku žen na pracovišti prostřednictvím měření a transparentnosti.[33] Nishani Singh, ředitelka komerční transformace ve společnosti Avon Justine v JAR, oznámila spuštění digitálního úložiště pro připojení zákazníků on-line, nebo prostřednictvím mobilní aplikace, s cílem přitáhnout nové technicky zdatné kosmetické podnikatele.[34]
- 4. únor: Společnost oznámila, že vyvinula technologii (Protinol™), který obnovuje kolagen typu I., tzv. „dětský.“ Kolagen typu III. tvoří základ pro kolagen typu I.[35]
- 21. únor: Společnost oznámila nový výrobek péče o pleť, tzv. obličejový olej Green Goddess.[36]
- 2. březen: K Mezinárodnímu dni žen společnost Avon vyhlásila hashtag #SpeakOut. S další podporou, kdy společnost vyzývá: 1. K ukončení používání pejorativních slov a frází používaných k umlčení žen. 2. Kampaní společnost apeluje na ženy, aby kultivovaly svůj stereotypní jazyk a byly hrdé na to, že budou promlouvat a sdílet své příběhy. 3. Společnost se zavázala poskytnout dar 10 milionů dolarů na podporu ženských otázek po celém světě.[37]